# مضاهئ بيريميدين
مضاهئات البيريميدين هي مضادات مئيضة تحاكي في بنيتها البيريميدينات القابلة للأيض.

## أمثلة
- 5-فلورويوراسيل (5.ف.ي) (5FU) الذي يثبط إنزيم سنثاز الثيميديلات.
- فلوكسوريدين (FUDR) (5.ف.ي.م) ويعرف كذلك بـ: 5-فلورو يوريدين منقوص الأكسجين.
- سيتارابين ويعرف كذلك بسايتوسين أرابينوسيد.
- 6-أزايوراسيل (6-AU).

بيريميدين
فلورويوراسيل
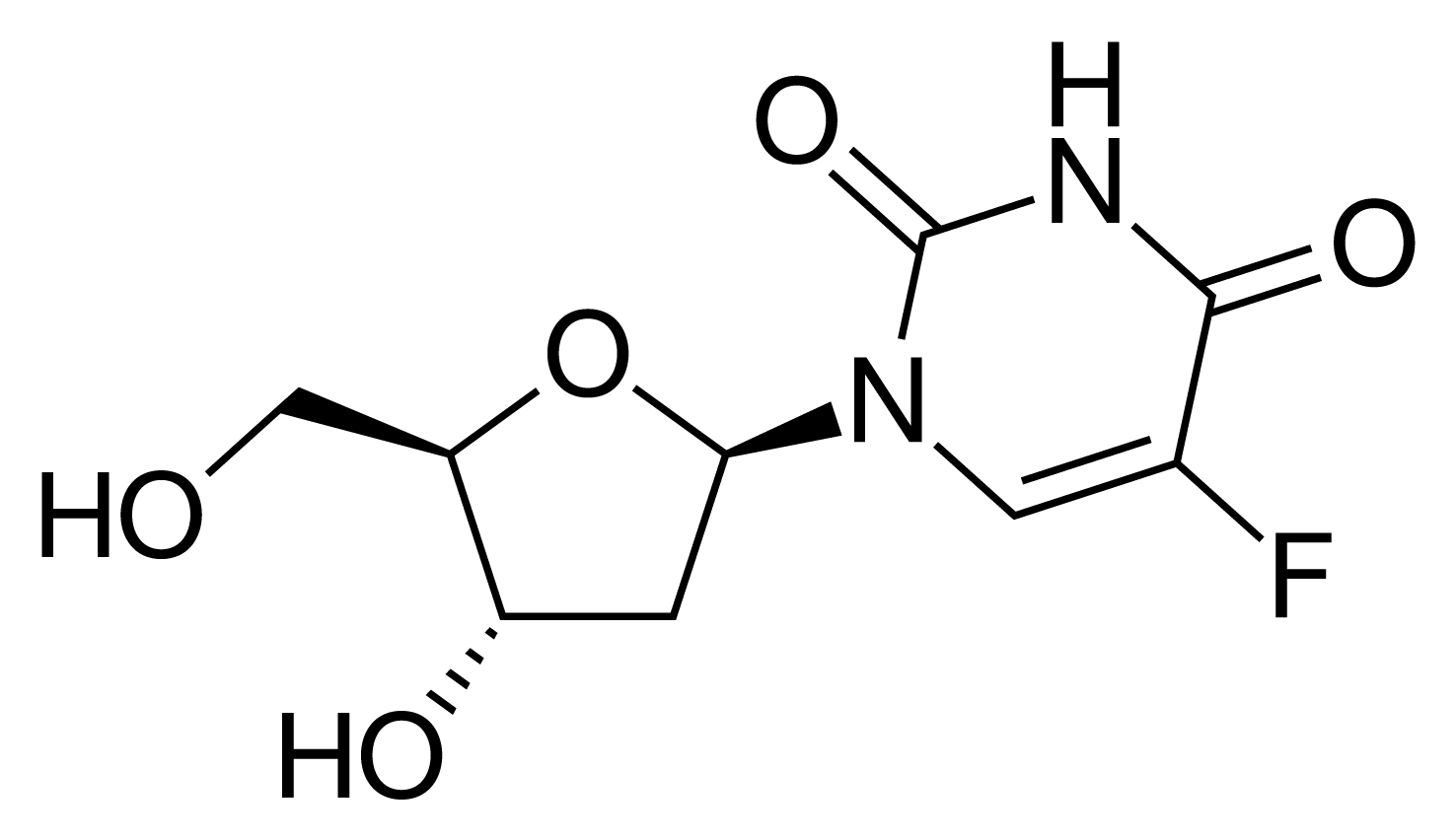
فلوكسوريدين
جيمسيتابين

## استعمال طبي
تستخدم البيريميدينات مضادة المئيضة عادة في معالجة السرطان وذلك بواسطة التدخل في عملية تضاعف الدنا.